# Großloge
Eine Großloge oder Großorient, unter Betonung der Unterschiede in der Lehrart auch Obedienz oder Obödienz, ist in der Freimaurerei ein Dachverband, in dem einzelne Logen (Vereine) zusammengeschlossen sind. Manche Großlogen nennen sich Freimaurerorden.

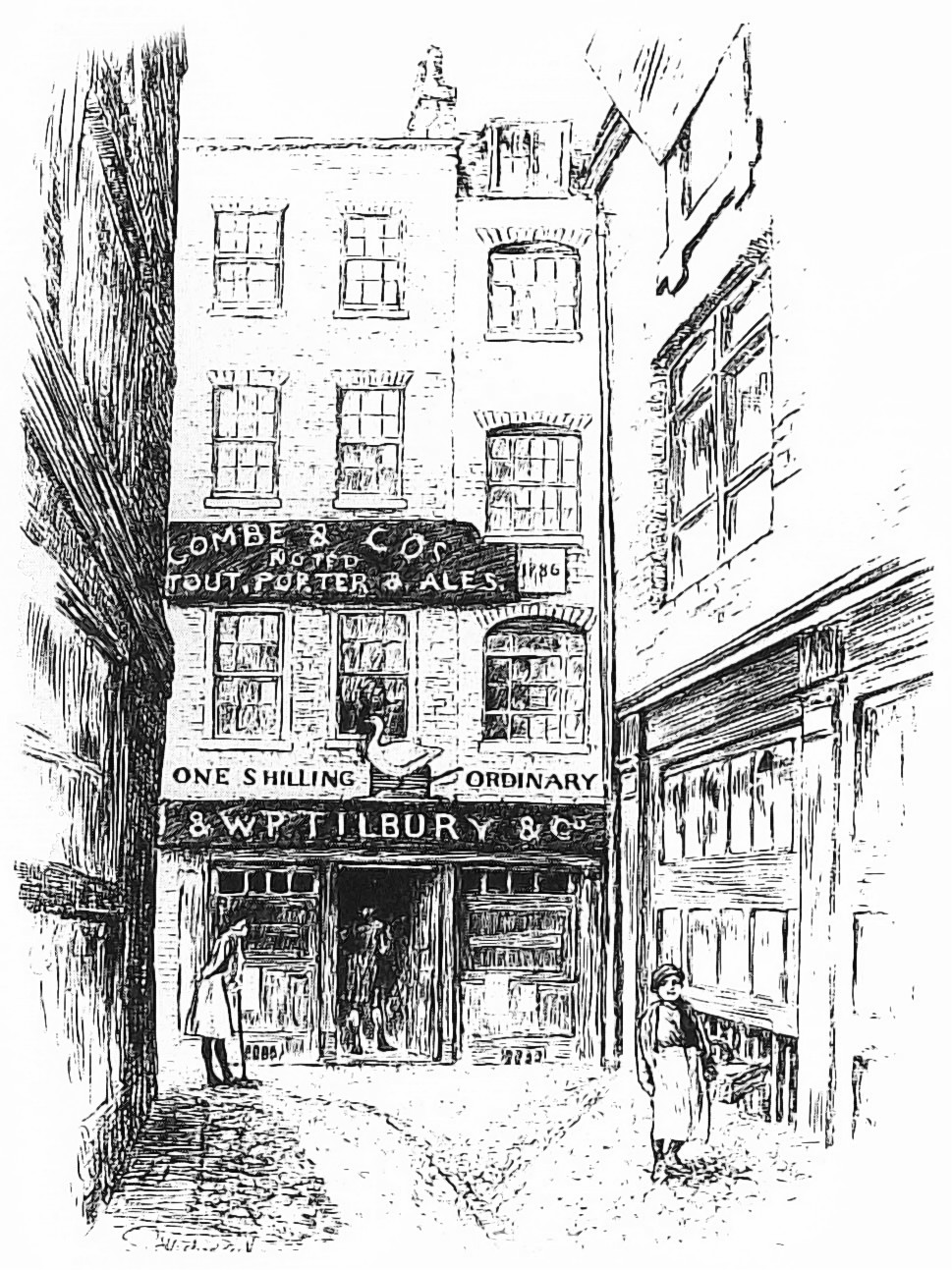
„Goose and Gridiron“
Gründungsort der Ersten
Freimaurer-Großloge 1717

## Freimaurerei
Die internationale Freimaurerei hat kein zentrales Führungsgremium, sondern gliedert sich in einzelne unabhängige Freimaurerlogen, die ähnlich wie bürgerliche Vereine organisiert sind und sich in Dachverbänden zusammenschließen. Im Dachverband wählen die Mitglieder (Logen) einen Vorsitzenden, den Großmeister. Für die Verwaltung der Großloge (Schriftverkehr, Buchführung, Reden) und für zeremonielle Aufgaben (Logengründungen, Ehrungen) steht dem Großmeister der sogenannte Großbeamtenrat zur Seite. Neben Funktionären wie Groß-Sekretär und Groß-Schatzmeister, die es in anderen Vereinen auch gibt, sind es insbesondere die Groß-Aufseher und der Groß-Zeremonienmeister, die für die rituellen Aufgaben zuständig sind.
Diese Dachverbände benötigen eine Anerkennung durch ältere Dachverbände, um als Großlogen der Freimaurerei anerkannt zu werden. So entstand weltweit ein System gegenseitiger Anerkennung, vergleichbar der diplomatischen Anerkennung zwischen Staaten. Die anerkannten Logen sind in chronologischer Folge nummeriert.
Als erste Großloge der Welt gründete sich 1717 die Grand Lodge of England in London. In den ersten Jahren handelte es sich dabei lediglich um ein jährliches Treffen der Meister vom Stuhl, bis 1721 John, Duke of Montagu zum ersten Großmeister gewählt wurde und die Großloge langsam die heute bekannte Form annahm. 1725 gründete sich die Grand Lodge of Ireland und 1736 die Grand Lodge of Scotland. Mit der Grand Loge Anglaise de France entstand 1743 der erste „Ableger“ der englischen Großloge, eine Provinzial-Großloge. Als diese sich 1755 für unabhängig erklärte und in Grand Loge de France umbenannte, war die erste unabhängige Großloge auf dem europäischen Kontinent entstanden. Aus der Grand Lodge of England entstand durch Spaltung und Wiedervereinigung die heutige United Grand Lodge of England.
Ausgehend von diesen Dachverbänden gliedert sich die Organisation der heutigen Freimaurerei weltweit in die von der UGLoE als „regulär“ anerkannte Freimaurerei der Männerlogen, die Frauenlogen und die im Ursprung vom GOdF ausgehende liberale Freimaurerei, die Männerlogen, Frauenlogen und gemischte Logen umfasst.

## Europäische Freimaurer-Großlogen vor dem Zweiten Weltkrieg
Die Namen der Großlogen und Städte sind die um 1930 üblichen und können, insbesondere bei Städtenamen, von der heutigen Form abweichen.
| 1717–1849 | 1850–1919 | 1920–1930 |
| --- | --- | --- |
| - 1717 Großloge von England, London - 1725 Großloge von Irland, Dublin - 1736 Großloge von Schottland, Edinburgh - 1736 Großorient von Frankreich, Paris - 1740 Große National-Mutterloge „3 WK“, Berlin - 1743 Dänischer Freimaurerorden (Großloge von Dänemark), Kopenhagen - 1756 Großorient der Niederlande, Haag - 1760 Große Landesloge von Schweden, Stockholm - 1770 Große Landesloge d.F.v.D., Berlin - 1784 Große Landesloge von Österreich, Wien - 1798 Große Loge von Preußen „R.Y.z.F.“, Berlin - 1805 Grande Oriente d’Italia, Turin, Rom - 1811 Großloge von Hamburg, Hamburg - 1811 Großloge von Sachsen, Dresden - 1811 Großloge „Zur Sonne“, Bayreuth - 1821 Großloge von Frankreich, Paris - 1823 Eklektischer Bund, Frankfurt - 1828 Großloge von Hannover, Hannover - 1833 Großorient von Belgien, Brüssel - 1844 Großloge „Alpina“, Schweiz - 1846 Großloge „Zur Eintracht“, Darmstadt - 1849 Großloge von Luxemburg, Luxemburg | - 1859 Großloge von Lusitanien, Lissabon - 1861 Großorient von Italien, Rom - 1868 Großorient von Griechenland, Athen - 1885 Großloge von Spanien, Barcelona - 1886 Symbolische Großloge von Ungarn, Budapest - 1889 Großorient „Espagnol“, Sevilla - 1891 Großloge von Norwegen, Oslo - 1892 Große Freimaurerloge von Preußen; Kaiser Friedrich zur Bundestreue - 1908 Großloge der Türkei, Istanbul - 1913 Großloge „Nationale de France“, Paris - 1917 Großloge von Bulgarien, Sofia - 1918 Großloge von Wien, Wien - 1919 Großloge von Jugoslawien, Belgrad | - 1920 Großloge „Lessing zu den drei Ringen“, Prag - 1921 Großloge von Polen, Warschau - 1922 Großloge von Rumänien, Bukarest - 1923 National-Großloge der Tschechoslowakei, Prag - 1924 Großloge „Deutsche Bruderkette“, Leipzig - 1925 Großorient von Rumänien, Bukarest - 1925 Großloge von Finnland, Helsingfors - 1930 Symbolische Großloge von Deutschland, Berlin |

## Rosenkreuzer
Im modernen Rosenkreuzertum des AMORC spricht man ebenso von Logen und Großlogen. Hier ist aber der Zusammenhang etwas anders definiert als in der Freimaurerei. So ist jede Jurisdiktion, die nach Sprachräumen aufgeteilt wird, einer Großloge unterstellt. Ihr unterliegt wiederum die Verwaltung der unterschiedlichen Logen, Kapitel, Pronai und Atrien in den einzelnen Jurisdiktionen. Das oberste Organ bildet die Oberste Großloge, der sämtliche Jurisdiktionen untergeordnet sind.